# جامعة بلد الوليد
جامعة بلد الوليد أو جامعة فايادوليد (بالإسبانية: Universidad de Valladolid) هي جامعة إسبانية حكومية مقرها مدينة بلد الوليد (فايادوليد) بمقاطعة بلد الوليد في منطقة قشتالة وليون الإسبانية. أنشئت الجامعة في القرن الثالث عشر الميلادي، وهي واحدة من أقدم جامعات العالم. يدرس بها حاليًا حوالي 32 ألف طالب بالمرحلة الجامعية الأولى وتضم هيئتها التدريسية أكثر من 2000 أستاذًا ومحاضرًا، والجامعة عضو بشبكة سانتاندير للجامعات الأوروبية.

## وصلات خارجية
- الموقع الرسمي للجامعة (بالإسبانية)
- الموقع الرسمي للجامعة (بالإنجليزية)